# (6147) Straub
(6147) Straub (1081 T-3) – planetoida z pasa głównego asteroid okrążająca Słońce w ciągu 4 lat i 77 dni w średniej odległości 2,61 j.a. Została odkryta 17 października 1977 roku.